# Comuna Zahorb, Velîkîi Bereznîi
Zahorb (în ucraineană Загорб) este o comună în raionul Velîkîi Bereznîi, regiunea Transcarpatia, Ucraina, formată din satele Jornava și Zahorb (reședința).

## Demografie
Componența lingvistică a comunei Zahorb
     Ucraineană (99,32%)
     Alte limbi (0,69%)
Conform recensământului din 2001, majoritatea populației comunei Zahorb era vorbitoare de ucraineană (99,32%), existând în minoritate și vorbitori de alte limbi.